# Rhynchosia verdcourtii
Rhynchosia verdcourtii är en ärtväxtart som beskrevs av Mats Thulin. Rhynchosia verdcourtii ingår i släktet Rhynchosia och familjen ärtväxter. Inga underarter finns listade i Catalogue of Life.